# Авиационная промышленность Великобритании
Авиационная промышленность Великобритании — подотрасль промышленности Великобритании, занимающаяся производством летательных аппаратов.
Широко развита кооперация с западноевропейскими и американскими компаниями в производстве гражданской и военной техники  (практически все модели производятся в рамках сотрудничества с европейскими производителями, чисто национальных производителей не осталось).
Крупная компания «Уэстленд эйркрафт» (Westland Aircraft) — образована в 1915 году и занималась производством самолётов:
«Уопити» (Wapiti, 1927)
«Уоллэс» (Wallace, 1931)
многоцелевой самолет «Лизандер» (Lysander),
двухмоторный истребитель Уирлуинд (Whirlwind),
высотный перехватчик Welkin.

Вертолётной тематикой фирма начинает заниматься в 1947 году, когда приступает к производству по лицензии фирмы Сикорский Эйркрафт вертолета S-51 «Дрэгенфлай» («Стрекоза»). В 1959—1960 гг. фирма включает в свой состав другие вертолетостроительные фирмы Англии — Саундерс-Ро, Бристоль и Фэйри — и становится, по решению правительства, единственной фирмой в Англии, занимающейся производством вертолётов. С 1966 года фирма называется Уэстленд Геликоптерс (Westland Helicopters), а после объединения в 1985 году с Бритиш Ховеркрафт Корпорэйшн (en:British Hovercraft Corporation), образуются несколько отделений фирмы Уэстленд, одно из которых — Уэстленд Геликоптере Лтд. занимается разработкой и производством вертолётов.
«GKN-Westland Helicopters» — вертолётное подразделение компании «GKN plc», специализируюейся в сфере авиа- и аэростроения (в 2001 году произошло слияние его с итальянской «Agusta», образовав новую компанию — «AgustaWestland»).
Почти все производство авиадвигателей в стране сосредоточено в руках национализированной компании «Роллс-ройс» (Rolls-Royce plc), которая имеет заводы в Дерби, Бристоле, Ковентри, а также в Шотландии.

Исторические компании-производители:
- Бристоль эйрплан (en:Bristol Aeroplane Company) : бомбардировщики Бристоль Бленхейм (Bristol Blenheim), Бристоль Бофорт (Bristol Beaufort)
- Хоукер эйркрафт (Hawker Aircraft) — существовала с 1920 по 1963 год: «Демон», «Фьюри», «Харрикейн», «Тайфун».
- Глостер эйркрафт (en:Gloster Aircraft Company) — существовала с 1917 по 1963 год: «Гладиатор»
- Супермарин (Supermarine) — существовала с 1913 по 1960 годы: Supermarine Walrus, Supermarine Spitfire
- Виккерс Супермарин (Vickers, en:Vickers plc) / Vickers Limited / Vickers-Armstrongs — существовала с 1828 по 1999 годы: бомбардировщики Vickers Wellington, Vickers Windsor, Vickers Valiant,
- Болтон и Пол (en:Boulton & Paul Ltd) — существовала с 1915 по 1934 год:
- Болтон Пол эйркрафт (en:Boulton Paul Aircraft) — существовала с 1934 по 1961 год: Boulton Paul Defiant
- Блэкберн эйркрафт (Blackburn Aircraft) — существовала с 1914 по 1960 год в Блэкберне
- Дженерал эйркрафт (en:General Aircraft Limited, GAL) — существовала с 1931 по 1949 год
- Эйрспид (Airspeed Ltd.) — существовала с 1931 по 1951 год: Airspeed 2000, Airspeed AS.10 Oxford, Airspeed AS.57 Ambassador, Airspeed AS.6 Envoy, планер Airspeed Horsa[5]
- Сандерс-Ро (en:Saunders-Roe) — существовала с 1924 по 1964 год: летающие лодки